# Piotr Drozdow
Piotr Władimirowicz Drozdow (ros. Пётр Владимирович Дроздов, ur. 12 lipca 1923 we wsi Zawodowka obecnie w rejonie berezowskim w obwodzie odeskim, zm. 20 stycznia 1945 w Kutnie) – radziecki wojskowy, młodszy porucznik, Bohater Związku Radzieckiego (1943).

## Życiorys
Urodził się w ukraińskiej rodzinie chłopskiej. Skończył 7 klas, od 1939 mieszkał w Donbasie, skończył szkołę uniwersytetu fabryczno-zawodowego w Kramatorsku i pracował jako tokarz w fabryce. W 1941 został powołany do Armii Czerwonej, walczył w wojnie z Niemcami na Froncie Kalinińskim, m.in. pod Rżewem, gdzie został ranny. Skończył kursy młodszych poruczników, później walczył w składzie 19 Brygady Zmechanizowanej 1 Korpusu Zmechanizowanego na Froncie Stepowym, 2 Ukraińskim i 1 Białoruskim jako dowódca plutonu, w 1943 został członkiem WKP(b). Szczególnie wyróżnił się podczas forsowania Dniepru w rejonie wierchniednieprowskim w obwodzie dniepropietrowskim jesienią 1943; 11 października wraz z grupą żołnierzy odparł wiele kontrataków wroga i zdobył trzy karabiny maszynowe, utrzymując zdobyte pozycje na wzgórzu do przybycia batalionu. Latem 1944 podczas jednej z walk zastąpił ciężko rannego dowódcę kompanii. W walkach na terytorium Polski został ciężko ranny i zmarł w szpitalu. Został pochowany w Kutnie. W jego rodzinnej wsi jego imieniem nazwano ulicę i szkołę i postawiono poświęcony mu obelisk.

## Odznaczenia
- Złota Gwiazda Bohatera Związku Radzieckiego (20 grudnia 1943)
- Order Lenina (20 grudnia 1943)
- Order Czerwonej Gwiazdy (20 lipca 1944)
- Medal za Odwagę (29 sierpnia 1943)